# Scaphoideus strigulatus
Scaphoideus strigulatus är en insektsart som beskrevs av Melichar 1904. Scaphoideus strigulatus ingår i släktet Scaphoideus och familjen dvärgstritar. Inga underarter finns listade i Catalogue of Life.